# Palma de Ouro de curta-metragem
A Palma de Ouro de curta-metragem (em francês:  Palme d'or du court métrage) é o prémio de maior prestígio do Festival de Cannes, entregue desde o ano de 1953 pela Cinéfondation à melhor curta-metragem do Festival.
Por vezes, a "menção especial" ou o Prémio do Júri são entregues às outras curtas-metragens relevantes daquele ano determinado.

## Vencedores
| Ano  | Filme                                                                      | Título lusófono                                       | Realizador/Diretor                                    | País                                                  |
| ---- | -------------------------------------------------------------------------- | ----------------------------------------------------- | ----------------------------------------------------- | ----------------------------------------------------- |
| 1953 | Crin-Blanc                                                                 | PT: Crina Branca                                      | Albert Lamorisse                                      | França                                                |
| 1954 | Não houve entrega                                                          | Não houve entrega                                     | Não houve entrega                                     | Não houve entrega                                     |
| 1955 | Não houve entrega                                                          | Não houve entrega                                     | Não houve entrega                                     | Não houve entrega                                     |
| 1956 | Le Ballon Rouge                                                            | BR/PT: O Balão Vermelho                               | Albert Lamorisse                                      | França                                                |
| 1957 | Scurtă istorie                                                             |                                                       | Ion Popescu-Gopo                                      | Roménia                                               |
| 1958 | Não houve entrega                                                          | Não houve entrega                                     | Não houve entrega                                     | Não houve entrega                                     |
| 1959 | N.Y., N.Y.                                                                 |                                                       | Francis Thompson                                      | Estados Unidos                                        |
| 1959 | Zmiana warty                                                               |                                                       | Halina Bielińska e Włodzimierz Haupe                  | Polónia                                               |
| 1960 | Le Sourire                                                                 |                                                       | Serge Bourguignon                                     | França                                                |
| 1961 | La Petite cuillère                                                         | PT: A Colher Egípcia                                  | Carlos Vilardebó                                      | França                                                |
| 1962 | La Rivière du hibou                                                        |                                                       | Robert Enrico                                         | França                                                |
| 1963 | In wechselndem Gefälle                                                     |                                                       | Alexander J. Seiler e Rob Gnant                       | Suíça                                                 |
| 1963 | Le Haricot                                                                 |                                                       | Le Haricot                                            | França                                                |
| 1964 | Não houve entrega                                                          | Não houve entrega                                     | Não houve entrega                                     | Não houve entrega                                     |
| 1965 | Nyitány                                                                    |                                                       | János Vadász                                          | Hungria                                               |
| 1966 | Skaterdater                                                                |                                                       | Noel Black                                            | Estados Unidos                                        |
| 1967 | Sky Over Holland                                                           |                                                       | John Fernhout                                         | Países Baixos                                         |
| 1968 | Fechado por causa dos acontecimentos de Maio de 1968.                      | Fechado por causa dos acontecimentos de Maio de 1968. | Fechado por causa dos acontecimentos de Maio de 1968. | Fechado por causa dos acontecimentos de Maio de 1968. |
| 1969 | Cântecele Renașterii                                                       |                                                       | Mirel Ilieșiu                                         | Roménia                                               |
| 1970 | Não houve entrega                                                          | Não houve entrega                                     | Não houve entrega                                     | Não houve entrega                                     |
| 1971 | Não houve entrega                                                          | Não houve entrega                                     | Não houve entrega                                     | Não houve entrega                                     |
| 1972 | Le Fusil à lunette                                                         |                                                       | Jean Chapot                                           | França                                                |
| 1973 | Balablok                                                                   |                                                       | Břetislav Pojar                                       | Canadá                                                |
| 1974 | Ostrov                                                                     |                                                       | Fyodor Khitruk, Edouard Nazarov e Vladimir Zouïkov    | União Soviética                                       |
| 1975 | Lautrec                                                                    |                                                       | Geoff Dunbar                                          | Reino Unido                                           |
| 1976 | Metamorphosis                                                              |                                                       | Barry Greenwald                                       | Canadá                                                |
| 1977 | Küzdők                                                                     |                                                       | Marcell Jankovics                                     | Hungria                                               |
| 1978 | La Traversée de l'Atlantique à la rame                                     |                                                       | Jean-François Laguionie                               | França                                                |
| 1979 | Harpya                                                                     |                                                       | Raoul Servais                                         | Bélgica                                               |
| 1980 | Seaside Woman                                                              |                                                       | Oscar Grillo                                          | Reino Unido                                           |
| 1981 | Moto perpetuo                                                              |                                                       | Béla Vajda                                            | Hungria                                               |
| 1982 | Merlin ou le cours de l'or                                                 |                                                       | Arthur Joffé                                          | França                                                |
| 1983 | Je sais que j'ai tort mais demandez à mes copains ils disent la même chose |                                                       | Pierre Levy                                           | França                                                |
| 1984 | Le Cheval de fer                                                           |                                                       | Gérald Frydman e Pierre Levie                         | Bélgica                                               |
| 1984 | Chiri                                                                      |                                                       | David Takaichvili                                     | União Soviética                                       |
| 1985 | Jenitba                                                                    |                                                       | Slav Bakalov e Rumen Petkov                           | Bulgária                                              |
| 1986 | An Exercise in Discipline - Peel                                           |                                                       | Jane Campion                                          | Austrália                                             |
| 1987 | Palisade                                                                   |                                                       | Laurie McInnes                                        | Austrália                                             |
| 1988 | Vykrutasy                                                                  |                                                       | Garri Bardin                                          | União Soviética                                       |
| 1989 | 50 ans                                                                     |                                                       | Gilles Carle                                          | Canadá                                                |
| 1990 | The Lunch Date                                                             |                                                       | Adam Davidson                                         | Estados Unidos                                        |
| 1991 | Z podniesionymi rękami                                                     |                                                       | Mitko Panov                                           | Polónia                                               |
| 1992 | Omnibus                                                                    |                                                       | Sam Karmann                                           | França                                                |
| 1993 | Coffee and Cigarettes III                                                  |                                                       | Jim Jarmusch                                          | Estados Unidos                                        |
| 1994 | El héroe                                                                   |                                                       | Carlos Carrera                                        | México                                                |
| 1995 | Gagarin                                                                    |                                                       | Alexij Kharitidi                                      | Rússia                                                |
| 1996 | Szél                                                                       |                                                       | Marcell Iványi                                        | Hungria                                               |
| 1997 | ...Is It the Design on the Wrapper?                                        |                                                       | Tessa Sheridan                                        | Reino Unido                                           |
| 1998 | L'Interview                                                                |                                                       | Xavier Giannoli                                       | França                                                |
| 1999 | When the Day Breaks                                                        |                                                       | Amanda Forbis e Wendy Tilby                           | Canadá                                                |
| 2000 | Anino                                                                      |                                                       | Raymond Red                                           | Filipinas                                             |
| 2001 | Bean Cake                                                                  |                                                       | David Greenspan                                       | Estados Unidos                                        |
| 2002 | Eső után                                                                   |                                                       | Péter Mészáros                                        | Hungria                                               |
| 2003 | Cracker Bag                                                                |                                                       | Glendyn Ivin                                          | Austrália                                             |
| 2004 | Trafic                                                                     |                                                       | Cătălin Mitulescu                                     | Roménia                                               |
| 2005 | Podorozhni                                                                 |                                                       | Igor Strembitsky                                      | Ucrânia                                               |
| 2006 | Sniffer                                                                    |                                                       | Bobbie Peers                                          | Noruega                                               |
| 2007 | Ver llover                                                                 |                                                       | Elisa Miller                                          | México                                                |
| 2008 | Megatron                                                                   |                                                       | Marian Crișan                                         | Roménia                                               |
| 2009 | Arena                                                                      | Arena                                                 | João Salaviza                                         | Portugal                                              |
| 2010 | Chienne d'histoire                                                         | BR: Cães Ilhados                                      | Serge Avédikian                                       | França                                                |
| 2011 | Cross                                                                      |                                                       | Maryna Vroda                                          | Ucrânia · França                                      |
| 2012 | Sessiz - Be Deng                                                           |                                                       | Rezan Yeşilbaş                                        | Turquia                                               |
| 2013 | Safe                                                                       |                                                       | Byoung-gon Moon                                       | Coreia do Sul                                         |
| 2014 | Leidi                                                                      |                                                       | Simón Mesa Soto                                       | Colômbia                                              |
| 2015 | Waves '98                                                                  |                                                       | Ely Dagher                                            | Líbano · Catar                                        |
| 2016 | Timecode                                                                   |                                                       | Juanjo Giménez                                        | Espanha                                               |